# Michiyo Tsujimura
Michiyo Tsujimura 辻村みちよ (17 de setembro de 1888 - 1 de junho de 1969) foi uma cientista agrícola japonesa e bioquímica cuja pesquisa se concentrou nos componentes do chá verde. Foi a primeira mulher no Japão a receber um doutorado em agricultura.

## História
Tsujimura nasceu em 1888 onde hoje é Okegawa, na província japonesa de Saitama. Frequentou a Escola Normal Feminina da Prefeitura de Tóquio, graduando-se em 1909, bem como a Divisão de Ciências da Escola Normal Superior Feminina de Tóquio. Lá, foi ensinada pelo biólogo Kono Yasui, que inspirou em Tsujimura o interesse pela pesquisa científica. Se formou em 1913 e tornou-se professora na Yokohama High School for Women na província de Kanagawa. Em 1917, ela retornou à Prefeitura de Saitama para lecionar na Escola Normal Feminina de Saitama.
A carreira de pesquisa de Tsujimura começou em 1920, quando ela ingressou na Universidade Imperial de Hokkaido como assistente de laboratório. Na época, a universidade não aceitava estudantes do sexo feminino, então Tsujimura trabalhava em uma posição não remunerada no Laboratório de Nutrição de Alimentos do Departamento de Química Agrícola da universidade. Lá, ela pesquisou a nutrição dos bichos da seda antes de se transferir para o Laboratório de Química Médica da Faculdade de Medicina da Universidade Imperial de Tóquio em 1922. O laboratório foi destruído no grande terremoto de Kantō de 1923, então foi transferida para RIKEN como estudante de pesquisa em outubro de 1923. Trabalhou no laboratório de Umetaro Suzuki, um doutor em agricultura, e pesquisou química nutricional. Tsujimura e seu colega Seitaro Miura descobriram a vitamina C no chá verde em 1924 e publicaram um artigo intitulado "Sobre a Vitamina C no Chá Verde" na revista Bioscience, Biotechnology e Biochemistry. Esta descoberta contribuiu para um aumento nas exportações de chá verde para a América do Norte.
Em 1929, Tsujimura isolou a catequina flavonoide do chá verde. Ela extraiu tanino em forma de cristal do chá verde em 1930. Sua tese sobre os constituintes do chá verde, intitulada "Sobre os componentes químicos do chá verde", rendeu-lhe o doutorado em agricultura pela Universidade Imperial de Tóquio em 1932, tornando-a a primeira mulher no Japão a receber tal diploma. Continuou a isolar a galocatequina do chá verde em 1934 e registrou uma patente de seu método de extração de cristais de vitamina C de plantas em 1935. Foi promovida ao papel de pesquisadora júnior na RIKEN em 1942 e pesquisadora em 1947 antes de se tornar professora na Universidade Ochanomizu, quando esta foi estabelecida em 1949. Foi professora da Escola Normal Superior Feminina de Tóquio em 1950 e a primeira reitora da Faculdade de Economia Doméstica da escola.
Recebeu o Prêmio Japão de Ciência Agrícola em 1956 por sua pesquisa sobre o chá verde e recebeu a Ordem da Coroa Preciosa da Quarta Classe em 1968. Ela morreu em Toyohashi em 1° de junho de 1969 aos 80 anos.
Em seu 133º aniversário, Tsujimura foi homenageada com um Doodle do Google.